# 28068 Stephbillings
28068 Stephbillings este un asteroid din centura principală de asteroizi.

## Descriere
28068 Stephbillings este un asteroid din centura principală de asteroizi. A fost descoperit pe 17 august 1998 la Socorro, New Mexico, în cadrul proiectului LINEAR. Asteroidul prezintă o orbită caracterizată de o semiaxă mare de 2,32 ua, o excentricitate de 0,17 și o înclinație de 4,9° în raport cu ecliptica.